# Achiroides leucorhynchos
Achiroides leucorhynchos es una especie de pez de la familia Soleidae en el orden de los Pleuronectiformes.

## Distribución geográfica
Se encuentran desde las  costas de Tailandia hasta las de Indonesia.

## Uso gastronómico
Se comercializa exclusivamente fresco.